# Дуга пећина
Дуга пећина је сува пећина на северном одсеку планине Таре и у оквиру НП Тара. Пећина се налази изнад Перућца, на 655 м.н.в. и укупне дужине од 20 метара. 
Улаз у пећину је оријентисан у правцу севера, формирана у карбонатним седиментима - банковитим микроспаритима. Нема накита, хоризонтални канал достиже дужину од 20 метара. Због великих стеновитих одсека у окружењу, пећина је морфолошки изолована. Окружење је обрасло густим шумским покривачем. На 300 метара налази се Видова пећина.